# Georg Brustad
Georg Antonius Brustad (Oslo, 23 novembre 1892 – Oslo, 17 marzo 1932) è stato un ginnasta norvegese.

## Palmarès

### Olimpiadi
- 1 medaglia:
  - 1 bronzo (Stoccolma 1912 nel concorso svedese a squadre)